# 多脉假脉蕨
多脉假脉蕨（学名：Crepidomanes insigne）为膜蕨科假脈蕨属下的一个种。

## 扩展阅读
- 維基物種上的相關：多脉假脉蕨